# SOGA3
SOGA3‏ (SOGA family member 3) هوَ بروتين يُشَفر بواسطة جين SOGA3 في الإنسان.